# 26 грудня
26 грудня — 360-й день року (361-й у високосні роки) в григоріанському календарі. До кінця року залишається 5 днів.

## Свята і пам'ятні дні

### Національні
- Австралія,  Велика Британія,  Нова Зеландія,  Канада,  Кірибаті,  Науру — День подарунків.
- Словенія: День незалежності і єдності.
- США — Кванзаа.
- Чехія: Свято святого Штепана (Svátek svatého Štěpána).

### Релігійні

#### Західне християнство
- Другий день із Дванадцяти Днів Різдва ;
- День святого Стефана.

#### Східне християнство
- Собор Пресвятої Богородиці;
- Пам'ять священномученика Євтимія Сардійського;
- Пам'ять преподобного Костянтина Синадського (Фригійського);
- Пам'ять преподобного Євареста Студита;
- Віленсько-Остробрамських, званих «Трьох радостей», «Милостива», і Барловської «Блаженна утроба» ікон Божої Матері[1];
- Пам'ять святого Абадіу з Антіної[en] (Коптська церква).

## Іменини
✝  Католицькі: Стефан.
✙ Православні: Марія, Єварест, Євтимій/Юхим, Костянтин.

## Події

Радій

- 1776 — Під Трентоном війська Джорджа Вашингтона одержали перемогу над англійцями, яка стала переломною в боротьбі північноамериканських колоній за незалежність.
- 1783 — Француз Себастьян Ленорман уперше в Європі продемонстрував псевдопарашут.
- 1805 — У Пресбурзі (нині Братислава) Франція і Австрія підписали мирний договір, що завершив війну третьої антифранцузької коаліції.
- 1825 — У Петербурзі відбулося повстання декабристів на Сенатській площі.
- 1870 — Завершилось будівництво 13-кілометрового тунелю Фрежюс — першого залізничного тунелю під Альпами, який з'єднав Італію та Францію.
- 1898 — П'єр і Марія Кюрі відкрили радіоактивний елемент радій
- 1908 — Перемігши нокаутом канадця Томмі Бернса в 14 раунді бою, який відбувся в австралійському місті Сідней, Джек Джонсон став першим афроамериканцем, який здобув титул чемпіона світу з боксу в надважкій категорії.
- 1918 — проголошено відновлення УНР і сформовано уряд держави — Раду Народних Міністрів УНР.
- 1919 — уряд УНР відкликав українську місію з Паризької мирної конференції.
- 1931 — У Токіо засновано автомобільну компанію Dat Jidosha Seizo, перейменовану наступного року в «Nissan». Першою продукцією компанії були автомобілі і вантажівки, що випускались під торговою маркою Datsun.
- 1935 — На Гавайських островах зроблена спроба зупинити виверження вулкану авіабомбардуванням.
- 1946 — У Лас-Вегасі відкрився готель «Фламінго», побудований знаменитим гангстером Багсі Сігелом. З цього дня почалося перетворення Лас-Вегаса на світову столицю грального бізнесу.
- 1963 — Фірма грамзапису «Capitol Records» випустила перший у США сингл групи The Beatles «I Want to Hold Your Hand/I Saw Her Standing There», який 1 лютого наступного року вийшов на перше місце в американському хіт-параді, почалося «британське вторгнення» бітломанії в США.
- 1974 — в СРСР оголошено про видачу паспортів селянам.
- 1990 — IV З'їзд народних депутатів СРСР, що з 17 грудня проходив у Москві, за ініціативою президента СРСР Михайла Горбачова обрав першого віце-президента СРСР. Ним став Геннадій Янаєв, який менш ніж через рік очолив антигорбачовський путч.
- 1991 — Рада Республік Верховної Ради СРСР провела своє останнє засідання і прийняла декларацію, якою констатувала факт припинення існування Радянського Союзу.
- 1991 — Національним банком України зареєстрований Експобанк, як комерційний банк (реєстраційний № 75).
- 2004 — найбільш смертоносний землетрус у сучасній історії. Стався в Індійському океані, на північ від острова Суматра.
- 2004 — В Україні проведено переголосування другого туру 26 грудня 2004, на якому перемогу здобув Віктор Ющенко.
- 2023 — знищено російський БДК Новочеркаськ.

## Народились

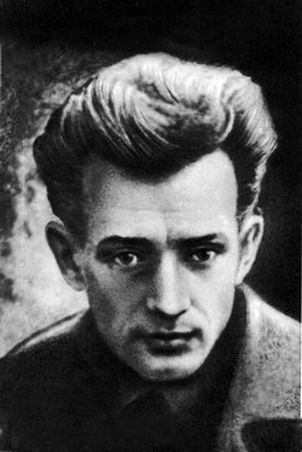
Євген Плужник

Дивись також Категорія:Народились 26 грудня
- 1194 — Фрідріх II, імператор Священної Римської імперії з 1220.
- 1664 — Йоганн Мельхіор Дінлінгер, німецький ювелір епохи бароко.
- 1666 — Франческо Кабіянка, венеційський скульптор доби пізнього бароко.
- 1698 — Філіппо Делла Валле, італійський скульптор.
- 1716 — Томас Грей, англійський поет.
- 1791 — Чарльз Беббідж, британський математик, винахідник першої обчислювальної машини.
- 1853 — Аркас Микола Миколайович (старший), український культурно-освітній діяч, письменник, композитор, історик. Один із засновників і незмінний голова «Просвіти» в Миколаєві.
- 1883 — Моріс Утрілло, французький художник, поет.
- 1891 — Генрі Міллер, американський письменник.

- 1898 — Євген Плужник, український поет, драматург, перекладач, один з найвизначніших представників Розстріляного Відродження.
- 1917 — Юрій Асєєв, київський архітектор, реставратор, мистецтвознавець, педагог; Заслужений архітектор України, почесний член Академії архітектури України, дійсний член ICOMOS.
- 1937 — Алла Бабенко, українська акторка, режисер Національного академічного драмтеатру ім. М.Заньковецької у Львові, народна артистка України
- 1953 — Тоомас Гендрік Ільвес, президент Естонії
- 1959 — Кодзі Морімото, японський аніматор, один із перших режисерів аніме в Японії.
- 1962 — Джеймс Коттак, американський барабанщик, музикант гурту Scorpions.
- 1970 — Юрій Содоль, український воєначальник. Герой України.
- 1971 — Джаред Лето, американський актор і музикант.
- 1975 — Марсело Ріос, чилійський тенісист, який був першою ракеткою світу навесні 1998 року. Єдиний спортсмен, який домігся цього титулу, не вигравши жодного з турнірів серії «Великого шолома».
- 1994 — Святослав Горбенко, український військовик, доброволець. Один із «кіборгів». Герой України.

## Померли
Дивись також Категорія:Померли 26 грудня
- 1530 — Захіреддін Мухамед Бабур, нащадок Тамерлана, завойовник Індії, засновник імперії Великих Моголів.
- 1624 — Симон Марій, німецький астроном, який незалежно від Галілео Галілея відкрив чотири супутники Юпітера і дав їм імена.
- 1731 — Антуан Гудар де Ламотт, французький поет, драматург, лібретист, критик.
- 1771 — Гельвецій, французький літератор і філософ-матеріаліст.
- 1786 — Гаспаро Ґоцці, італійський поет і літературний критик. Один з перших італійських журналістів. Старший брат драматурга Карло Ґоцці.
- 1889 — Левко Боровиковський, український поет, фольклорист, етнограф.
- 1890 — Генріх Шліман, німецький підприємець і археолог, керівник розкопок у Трої, Мікенах, Коринфі.
- 1924 — Олександр Тарковський, український поет, письменник, журналіст, громадський діяч. Батько Арсенія Тарковського, дід Андрія Тарковського, брат Надії Тарковської, свояк і вихованець Івана Тобілевича (Карпенка-Карого).
- 1933 — Едуард Вільде, естонський письменник і драматург
- 1968 — Віджі Артур, американський фотожурналіст українського походження. Мав міжнародну популярність.
- 1972 — Соня Грін, американська письменниця, видавець-аматор українського походження, дружина Говарда Лавкрафта.
- 1977 — Говард Гоукс, американський кінорежисер, сценарист, продюсер. Володар премії «Оскар».
- 1994 — Сільва Кошина, італійська акторка хорватського походження, модель.
- 2000 — Джейсон Робардс, американський актор.
- 2002 — Леонід Вишеславський, український поет, літературознавець, перекладач, педагог.
- 2006 — Джеральд Р. Форд, 38 президент США
- 2009 — Ів Роше, французький підприємець, засновник косметичної корпорації Yves Rocher.